# Shane Alvisio
Shane Alvisio (ur. 24 lutego 1966) – australijski judoka.
Startował w Pucharze Świata w 1991. Srebrny medalista mistrzostw Oceanii w 1992. Wicemistrz Australii w 1991 i 1992 roku.